# De Bondgenoten
De Bondgenoten is een Nederlands televisieprogramma van SBS6. In deze reality-spelserie strijden zestien deelnemers in vier teams (bondjes) om een goede uitgangspositie, waarna een knock-outsysteem bepaalt welke deelnemer na een cyclus van een maand de prijs van 100.000 euro wint.
Jan Versteegh is de vaste presentator van het programma. Tooske Ragas of Mark Schaaf vervangen hem bij afwezigheid.

## Uitzendingen
Er wordt gestreden in cycli van ruwweg vier weken, maar de eerste cyclus duurde zeven weken. De eerste aflevering (kick-off) was op zondag 22 oktober 2023 en duurde 47 minuten. Alle andere afleveringen zijn op maandag tot en met vrijdag en duren gemiddeld ongeveer 33 minuten. De looptijd van de afleveringen werd vanaf 1 juli 2024 verlengd naar een gemiddelde speelduur van 40 minuten per aflevering. Sinds 7 juli 2025 wordt het programma uitgezonden om acht uur in de avond en werd uitgebreid tot een gemiddelde speelduur van 50 minuten per aflevering.

## Opzet

### Vergelijking metEen jaar van je leven
In veel opzichten is het programma een voortzetting van Een jaar van je leven, zo wonen de deelnemers in dezelfde loods. Die biedt na een verbouwing echter meer luxe. De sancties voor ongewenst gedrag komen overeen: wie zich misdraagt krijgt een gele kaart en het bondje tien punten aftrek. Een deelnemer met twee gele kaarten binnen een cyclus moet vertrekken. Ook krijgt een deelnemer die vrijwillig wil vertrekken 24 uur bedenktijd alvorens te besluiten om de loods te verlaten. Deze dient te worden aangevraagd bij de regie (in Een jaar van je leven moest dit worden gedaan bij de "manager van de maand"). Verder worden opdrachten aangekondigd met een alarm waarna de kandidaten naar de slaapkamers moeten om de regie de gelegenheid te geven om de benodigde spullen klaar te zetten in de loods en krijgen ze een seintje wanneer ze terug mogen komen om de opdracht uit te voeren. Deze worden hierbij door de presentator uitgelegd (in Een jaar van je leven werd dit gedaan door de "stem").  
De groep is minder afgeschermd van de wereld: de deelnemers mogen kranten lezen, videobellen met het thuisfront en zelfs bezoek ontvangen, maar die activiteiten kosten punten.

### Bondjes en punten
SBS6 was van plan om vijf bondjes van drie leden te vormen, maar vanaf het begin waren het er vier van vier. De deelnemers proberen bij het begin van een cyclus bondjes te vormen, maar desnoods stelt het productieteam deze samen. Elk bondgenootschap krijgt een kledingkleur en een dierennaam: Vossen (rood), Gieren (wit), Slangen (groen) en Haaien (blauw). Ieder bondje krijgt aan de start van de cyclus vijftig punten, overeenkomend met vijftig euro. Deze zijn voor dagelijkse benodigdheden zoals eten en drinken (1 punt is 1 euro waard), maar ook voor activiteiten. 
In aflevering 128 en 154 van het tweede seizoen werd voor het eerst openheid gegeven over de kosten van deze activiteiten. Zo kost tien minuten videobellen 50 punten. Een familiebezoek aan de loods van drie a vier familieleden of vrienden kost 150 euro en 1 pagina printen kost 1 euro. 
In cyclus 16 was er een aantal van zeventien in plaats van zestien inwoners. Er bleven vier bondjes van vier, de bondgenoot die overbleef, werd het zwarte schaap. Deze persoon kon elke week iemand uitdagen in een vorm van een tweestrijd om op de plek van het zwarte schaap te komen, om in ruil daarvoor zijn of haar plek in het bondgenootschap in te nemen. Het reguliere uitdagingsduel tussen twee bondjes was komen te vervallen. Het zwarte schaap was geen deel van een bondje, sliep alleen en kreeg een voedselpakket. Ook was het zwarte schaap uitgesloten van verdienopdrachten, eventuele finaleplek en stemming naar huis. Groepsopdrachten mocht het zwarte schaap wel meedoen. Vanaf cyclus 17 kwam het zwarte schaap te vervallen en worden de uitdagingsduels weer in normale vorm gespeeld.
In cyclus 20 worden er een aantal dingen veranderd ten opzichte van het normale spel. Zo werd het deelnemersveld uitgebreid van zestien naar twintig deelnemers; waarbij er vier bondjes van vijf personen zijn. Door deze uitbreiding starten de bondjes met 65 punten in plaats van 50 punten. Naast de hoofdprijs van 100.000 euro, is er een extra (nog onbekende) prijs in een kluis. Bondjes kunnen gewonnen punten hiervoor apart leggen, het bondje dat aan het einde van het cyclus het meeste heeft ingelegd wint de prijs in de kluis. Daarnaast hoeft aan het einde van deze cyclus het verliezende bondje geen deelnemer te elimineren, maar starten de deelnemers uit dat bondje in de nieuwe cyclus ieder met -25 punten. Wel wordt het deelnemersveld weer teruggebracht naar zestien deelnemers. Nog voordat de eerste verdienopdracht werd gespeeld, werd uit elk bondje iemand uitgekozen voor een verrassing. Deze vier gekozen deelnemers vormden het zwarte schaap, zoals bij cyclus 16, maar dan in een teamverband. Deze zwarte schapen moeten via een tweestrijd tegen een ander (nog niet gespeelde) bondje uitdagen. Bij winst is het gehele team het nieuwe bondje (en neemt het behaalde aantal punten van dat bondje over) en de verliezer wordt of blijft het zwarte schaap. Het zwarte schaap slaapt buiten in een opgebouwde tent, zijn uitgesloten van verdienopdrachten, bezoek, videobellen, maar niet voor groepsopdrachten en de stemming voor de tweede finaleplek. Aangezien de 21e cyclus weer met zestien deelnemers zal beginnen, zullen er mensen door middel van eliminatie moeten vertrekken. Na de knock-outs van de 20e cyclus werd bekendgemaakt dat twee mensen uit het schapen bondje door middel van een spel geëlimineerd worden, naast de winnaar en vrijwillige vertrekker. In cyclus 21 keerden vier oud-deelnemers terug in het programma en werd voor het eerst geen nieuwe onbekende deelnemers toegelaten. Daarmee is het deelnemersveld weer op twintig en zullen zij in eerste instantie als zwarte schapen starten. De volgende dag werden zij ingewisseld voor een deelnemer uit ieder bondje, die dan als zwarte schapen verdergaan. Ook werd bekend dat aan het einde van de cyclus weer met zestien deelnemers moet eindigen.
Met spelletjes en activiteiten kan een bondje punten verdienen voor zichzelf of een leuke activiteit vrijspelen voor de gehele groep. De bondjes en kijkers zien de scores op een groot scherm in de loods. Op dit scherm verschijnen tevens de opdrachten die ze moeten doen. Een team met meer punten is vrijgesteld van een of meer wedstrijden van de Knock-Out en heeft dus meer kans om in de finale te komen.
Voor sommige opdrachten komen bekende Nederlanders langs, die in het onderwerp van de opdracht gespecialiseerd zijn, om als juryleden de bondjes te beoordelen, zo fungeerden onder meer William Rutten, Patricia Paay, Herman den Blijker, Snelle, Juvat Westendorp, Rudolph van Veen, Steven Kazàn en Hugo Kennis als juryleden.

### Knock-Outs, stemming en finale
Aan het einde van elke cyclus wordt de Knock-Outs gespeeld, die twee dagen voor de finale plaatsvindt en bestaat uit een reeks inschattingsvragen, waarbij het bondje dat twee keer het dichtst bij het goede antwoord zit wint.
De twee laagst geëindigde teams beginnen, waarna de leden van het verliezende bondje een van hun teamleden naar huis moeten stemmen. Het winnende bondje speelt hetzelfde spel tegen het bondje dat in de reguliere afleveringen tweede werd en de winnaar daarvan speelt tegen het hoogst geëindigde bondje. Bij elk knock-outduel heeft het hoogst geklasseerde bondje een voordeel en dat is dat ze bij één inschattingsvraag het gegeven antwoord eventueel mogen aanpassen. Dit geven ze tijdig aan door op de rode knop te drukken. Uiteindelijk wint er dus één team, waaruit de twee finalisten gekozen worden. De ene finalist wordt door het bondje gekozen, de andere door de hele groep. In cyclus 15 werd de tweede finalist geloot met behulp van de hele groep. Dit gebeurt in de voorlaatste aflevering.
De twee finalisten spelen op de laatste dag van de cyclus het finalespel, waarbij één van hen de loods verlaat met de hoofdprijs van 100.000 euro. Bij dit finalespel gaat het vaak om het kraken van de code van een kluis waarin deze hoofdprijs zit. Deze licht groen op zodra de juiste code wordt ingevoerd en gaat dan open waarna de winnaar de cheque uit de kluis mag pakken en mee naar huis mag nemen. Aan het begin van het finalespel, krijgt elke finalist een code cadeau. Ze kunnen uit tien verschillende codes kiezen waarvan een code de juiste is. Om de overige acht codes te verdienen, moeten de finalisten vier verschillende spellen uitvoeren. Bij elk gewonnen spel verdient de finalist twee codes en bij een gelijkspel krijgen beide finalisten een code. Vanaf cyclus 15 werden de tien codes anders verdeeld. Aan het begin van de finale koos iedere finalist vijf willekeurige codes. Tijdens de vier spellen kon de finalist de code van de tegenstander afpakken bij een gewonnen spel. Bij een gelijkspel mochten beide finalisten een code afpakken.
Na afloop van de finale begint een nieuwe cyclus met nieuw samengestelde bondjes. Dan verlaten de winnaar, de weggestemde deelnemer en ook deelnemers die vrijwillig willen vertrekken het programma. Deze deelnemers worden vervangen door nieuwe deelnemers.

### Locatie
De accommodatie ligt aan de Meerkoetenweg 21 in Lelystad. Ieder bondje heeft een slaapvertrek in de eigen kleur. Bij een nieuwe cyclus kunnen deelnemers in een ander bondje komen, zodat ze moeten wisselen van kamer en kleur. De andere ruimtes zijn gezamenlijk:
- Een grote woonkamer met een zitgedeelte met banken en open haard, en een eetgedeelte met tafels en stoelen en een bar.
- Keuken, badkamer, washok, een sportkamer.
- Tuin met een hoog hek. Er zijn groepjes van zitjes, verder een sauna en een bubbelbad.
- Bovenverdieping met hobbyspullen en een computer om de boodschappen te bestellen.
- Op de bovenverdieping is een ruimte waar de deelnemers enkel in mogen met toestemming; deze wordt voornamelijk gebruikt voor het videobellen naar het thuisfront. Dit gebeurt via een televisie in deze ruimte die hiervoor is verbonden met internet en is voorzien van een microfoon. Tijdens dit videobellen loopt een timer mee die afhankelijk is van het aantal verdiende belminuten. Zodra deze timer is verstreken wordt de TV automatisch uitgeschakeld waardoor het gesprek wordt beëindigd.

## Cyclussen
| Cyclus | Periode                               | Winnaar           | Weggestemd        | Ref    |
| ------ | ------------------------------------- | ----------------- | ----------------- | ------ |
| 1      | 22 oktober 2023 t/m 8 december 2023   | Jennemie (Haaien) | Kaylee (Vossen)   | [ 15 ] |
| 2      | 11 december 2023 t/m 4 januari 2024   | Jorim (Vossen)    | Olivier (Haaien)  | [ 16 ] |
| 3      | 5 januari 2024 t/m 6 februari 2024    | Casper (Slangen)  | Daniëlle (Gieren) | [ 17 ] |
| 4      | 7 februari 2024 t/m 6 maart 2024      | Regna (Haaien)    | Donna (Gieren)    | [ 18 ] |
| 5      | 7 maart 2024 t/m 5 april 2024         | Erik (Slangen)    | Wesley (Haaien)   | [ 19 ] |
| 6      | 8 april 2024 t/m 7 mei 2024           | Mary (Gieren)     | Davey (Haaien)    | [ 20 ] |
| 7      | 8 mei 2024 t/m 5 juni 2024            | Gerrit (Vossen)   | Denise (Haaien)   | [ 21 ] |
| 8      | 6 juni 2024 t/m 10 juli 2024          | Rick (Vossen)     | Erik (Gieren)     | [ 22 ] |
| 9      | 11 juli 2024 t/m 13 augustus 2024     | Chelsea (Vossen)  | Rob (Gieren)      | [ 23 ] |
| 10     | 14 augustus 2024 t/m 9 september 2024 | Beau (Slangen)    | Robert (Vossen)   | [ 24 ] |
| 11     | 10 september 2024 t/m 15 oktober 2024 | Celine (Gieren)   | Johan (Haaien)    | [ 25 ] |
| 12     | 16 oktober 2024 t/m 19 november 2024  | Maurice (Vossen)  | Bruce (Gieren)    | [ 26 ] |
| 13     | 20 november 2024 t/m 24 december 2024 | Albert (Haaien)   | Niemand (Gieren)  | [ 27 ] |
| 14     | 24 december 2024 t/m 28 januari 2025  | Senna (Slangen)   | Michali (Gieren)  | [ 28 ] |
| 15     | 29 januari 2025 t/m 6 maart 2025      | Brijan (Haaien)   | Lynn (Vossen)     | [ 29 ] |
| 16     | 7 maart 2025 t/m 8 april 2025         | Vincent (Haaien)  | Kelly (Gieren)    | [ 30 ] |
| 17     | 9 april 2025 t/m 14 mei 2025          | Djinty (Slangen)  | Radek (Vossen)    | [ 31 ] |
| 18     | 14 mei 2025 t/m 12 juni 2025          | Manon (Gieren)    | Perla (Slangen)   | [ 32 ] |
| 19     | 12 juni 2025 t/m 9 juli 2025          | Desmond (Vossen)  | Robert (Haaien)   | [ 33 ] |
| 20     | 10 juli 2025 t/m 5 augustus 2025      | Maudy (Slangen)   | n.v.t. (Gieren)   | [ 34 ] |
| 21     | 6 augustus 2025 t/m n.n.b.            | n.n.b.            | n.n.b.            |        |

## Varia
- Tijdens de tweede cyclus werd deelnemer Jorrit naar huis gestuurd nadat hij een andere deelnemer aangevallen had. Een beveiliger moest de twee uit elkaar halen.[35]
- De snelste winnaar was Djinty, zij wist in haar eerste cyclus (nr. 17) meteen met de hoofdprijs ervandoor te gaan.[36]
- De langzaamste winnaar was Beau, hij deed vanaf het begin van het programma mee en ging pas na 323 dagen (10 cyclussen) met 100.000 euro naar huis.[37]
- Floris is met 337 dagen de bondgenoot die het langst in het programma aan één stuk door heeft gezeten.[38] Hij was te zien van cyclus 9 tot en met 18, van juli 2024 tot en met juni 2025. Na twee maanden afwezigheid keerde Floris als oud-deelnemer terug in het programma bij de start van cyclus 21.[39]
- Bij de start van cyclus 15 keerde Robert als oud-deelnemer terug in het programma. Dit gebeurde voor het eerst. Robert nam eerder deel van cyclus 4 tot en met 10.[40] Aan het einde van cyclus 19 werd hij naar huis gestemd. Robert heeft in totaal aan de meeste cyclussen meegedaan, twaalf cyclussen.
- Deelnemers Moraima (entree cyclus 12) en Erik (entree cyclus 19) maakte hun rentree in de loods, nadat ze eerder in de loods hadden gewoond voor het televisieprogramma Een jaar van je leven.[41][42]
- Bij de start van cyclus 21 keerden vier oud-deelnemers terug in het programma. Dat waren: Jorim (winnaar cyclus 2), Fatima, Floris en Serena.[39][43]